# Giacomo Filippo Nini
Giacomo Filippo Nini (Siena, 1629 - Roma, 11 de agosto de 1680) foi um cardeal do século XVIII

## Biografia
Nasceu em Siena em 1629. De família patrícia. Seu primeiro nome também está listado como Jacopo.
Estudou em Roma.
Em 1652, em Siena, conheceu o cardeal Fabio Chigi, futuro papa Alexandre VII, ao voltar de sua nunciatura em Colônia, e o cardeal Chigi o levou a Roma, onde foi educado. Trabalhou na Secretaria de Estado do Cardeal Chigi.
Ordenado ao sacerdócio. Cânone da basílica patriarcal da Libéria. Secretário de Memoriais, 1656. Abade commendatario de S. Cristoforo di Bergamo, Acqui, província de Milão. Prefeito do Palácio Apostólico e dos Cubículos de Sua Santidade, 1664-1666.
Eleito arcebispo titular de Corinto, em 28 de abril de 1664. Consagrado (sem informações encontradas).
Criado cardeal e reservado in pectore no consistório de 14 de janeiro de 1664; publicado no consistório de 15 de fevereiro de 1666; recebeu o gorro vermelho e o título de S. Maria della Pace, em 15 de março de 1666. Participou do conclave de 1667, que elegeu o Papa Clemente IX. Participou do conclave de 1669-1670, que elegeu o Papa Clemente X. Participou do conclave de 1676, que elegeu o Papa Inocêncio XI. Camerlengo do Sagrado Colégio dos Cardeais, 9 de janeiro de 1679 a 8 de janeiro de 1680.
Morreu em Roma em 11 de agosto de 1680. Enterrado em 12 de agosto de 1680, no túmulo dos cônegos da basílica patriarcal da Libéria.